# Gunnera macrophylla
Gunnera macrophylla là một loài thực vật có hoa trong họ Dương nhị tiên. Loài này được Blume mô tả khoa học đầu tiên năm 1826.